# Anna Baranowa
Anna Baranowa (ur. w 1959 w Dobromilu) – polska krytyczka, kuratorka i historyczka sztuki.

## Życiorys
Od początku swojej pracy naukowej związana jest z Instytutem Historii Sztuki Uniwersytetu Jagiellońskiego. Uczennica Mieczysława Porębskiego. Wykłada także krytykę artystyczną na Akademii Sztuk Pięknych w Krakowie. Zajmuje się historią i teorią sztuki XIX i XX wieku, zwłaszcza zagadnieniami utopii artystycznych, pokrewieństwa sztuk oraz miejsca sztuki i artysty w społeczeństwie. 
Należy do Stowarzyszenia Historyków Sztuki (od 2003 jako członkini Zarządu Oddziału Krakowskiego SHS jest odpowiedzialna za działalność Sekcji Sztuki Nowoczesnej) oraz Międzynarodowego Stowarzyszenia Krytyków Sztuki (AICA). Pełniła też funkcję członkini Rady Fundacji im. Piotra Potworowskiego oraz Rady Muzeum Historycznego Miasta Krakowa.
Autorka ponad 300 recenzji, esejów, wywiadów oraz tekstów naukowych publikowanych w czasopismach takich jak: „Dekada Literacka”, „Res Publica”, „Zeszyty Literackie”, „Tygodnik Powszechny”, „Znak”, „Wiener Journal”, "Pokaz", "Orońsko. Kwartalnik Rzeźby", "Szum", "Wiadomości ASP w Krakowie".
Uczestniczka wielu konferencji w kraju i zagranicą. 
Kuratorka wystaw, m.in.: Krzysztof Penderecki – Itinerarium (razem ze Zbigniewem Baranem i Piotrem Nawarą, Bunkier Sztuki, Kraków 1998); Wystawa byle czego w ramach cyklu Tadeusz Kantor – Wędrówka (z Lechem Stangretem, Cricoteka, Kraków 2000); Malarstwo materii 1956-1962. Warszawa-Lublin (Galeria Zderzak, Kraków 2001-2002); Haunting, wystawa zbiorowa (Galeria Floriańska 22, Kraków 2013); Zuzanna Rokita. Ćmienie, wystawa malarstwa (Art Agenda Nova, Kraków 2015); Bogusław Bachorczyk. Prosimy nie strzelać. My nie strzelamy (galeria aTAK, Warszawa 2015); Prawda o bajce. Malarstwo, obiekty, rysunki 1994–2016 Andrzeja Kowalczyka (Galeria Olympia, Kraków 2016); Maria Stangret. Kartki i skrawki (Galeria Sztuki Współczesnej Dom Doktora, Zakopane 2016); Iwona Mickiewicz. Sprachlos. Rysunki, kolaże, obiekty, krótkie filmy (Dom Norymberski, Kraków 2017); Dialogi z awangardą, cykl wystaw w Galerii Sztuki Współczesnej Dom Doktora w Zakopanem w roku 100-lecia awangardy w Polsce (maj-listopad 2017); Aleksandra Rudzka-Miazga. Góry (nie)wzruszone. Obrazy i rysunki (Galeria Sztuki Współczesnej Dom Doktora, Zakopane, wrzesień 2018, w ramach X Międzynarodowego Festiwalu Muzyka na Szczytach); wystawa malarstwa Bogumiła Książka Młodziankowie (Galeria Spółdzielnia Ogniwo, Kraków, kwiecień 2019,  w ramach Krakow ArtWeek Krakers, wystawa otrzymała wyróżnienie); Andrzej Andzik Kowalczyk. Próba pomieszczenia (Galeria Sztuki Współczesnej Dom Doktora, Zakopane, maj-czerwiec 2019); Jacek Maria Stokłosa. Widoki Tatr z mojego okna w Krakowie (Galeria Sztuki Współczesnej Dom Doktora, Zakopane, lipiec 2019).

## Nagrody i stypendia
Stypendia: Fondation pour une Entraide Intellectuelle Européenne (1984), Herder-Studienstipendium (1988-1989), Ministra Kultury i Dziedzictwa Narodowego (2004, 2006). Laureatka Nagrody Specjalnej ministra kultury i dziedzictwa narodowego za zasługi dla kultury polskiej (2010).
W 2014 z okazji 80-lecia Stowarzyszenia Historyków Sztuki odznaczona Złotym Krzyżem Zasługi.

## Wybrane publikacje
Książki
- Stulecie Towarzystwa Artystów Polskich "Sztuka", red. Anna Baranowa, seria: "Ars Vetus et Nova" t. IV, Kraków 2001.
- Stanisław Balewicz, Biały Kraków. Wybór wierszy, wybrała, ułożyła i posłowiem opatrzyła Anna Baranowa, Kraków 2000.
- Osobno i razem. Szkice o twórczości Tadeusza Kantora i Marii Stangret, Cricoteka, Kraków 2015.

Wybrane artykuły naukowe
- Kraków w oczach Wielkiej Emigracji, "Rocznik Krakowski" t. 56, 1990, s. 161-168.
- O pojęciu natury w teorii sztuki abstrakcyjnej, w: Sztuka a natura. Materiały XXXVIII Sesji Naukowej Stowarzyszenia Historyków Sztuki przeprowadzonej 23-25 listopada 1989 roku w Katowicach, Katowice 1991, s. 49-56.
- Grupa Krakowska - awangarda i tradycja, w: Grupa Krakowska 1932-1994, red. Teresa Rostkowska, Warszawa 1994, s. 9-14.
- Eklektyzm ostatniej dekady, w: Eklektyzm i eklektyzmy. Materiały ogólnopolskiego seminarium naukowego. Muzeum Historii Miasta Łodzi, listopad 1992, Łódź 1993, s. 47-54.
- Mistycyzm Moneta, "Znak" nr 458(numer tematyczny: "Bóg artystów"), 1993, s. 54-59.
- Gesamtkunstwerk Tadeusza Kantora - między awangardą a mitem, "Zeszyty Naukowe UJ", Prace z Historii Sztuki, z. 21, 1995, s. 83-97.
- Młodość kapistów, "Dekada Literacka" nr 11-12, 1996, s. 1 i 16.
- (wstęp i opracowanie) Listy Jana Cybisa do Kazimierza Mitery, "Dekada Literacka" nr 11-12, 1996, s.16.
- "Realizm spotęgowany" i co dalej?, w: W cieniu krzesła. Malarstwo i sztuka przedmiotu Tadeusza Kantora, red. Tomasz Gryglewicz i zespół, Kraków 1998, s. 33-42.
- Wagner, Gesamtkunstwerk i moderniści. W kręgu utopii języka uniwersalnego, "Roczniki Humanistyczne" t. XLVI, z. 4, 1998, s.89-121.
- Łzy Kantora, w: Ars Longa. Prace dedykowane pamięci Profesora Jana Białostockiego. Materiały Sesji Stowarzyszenia Historyków Sztuki, Warszawa, listopad 1998, Warszawa 1999, s. 527-533.
- Millenaryzm Kandinsky' ego, "Znak" nr 12(numer tematyczny: "Apokalipsa dzisiaj"), 1999, s. 94-99
- Itaka roku 1944. >Powrót Odysa< według Tadeusza Kantora, w: Mit Odysa w Gdańsku. Antykizacja w sztuce polskiej, red. Teresa Grzybkowska, Gdańsk 2000, s. 182-190.
- Krytycy wiedeńscy o "Sztuce" - Ludwig Hevesi, Hermann Bahr, Berta Zuckerkandl, w: Stulecie Towarzystwa Artystów Polskich "Sztuka", red. Anna Baranowa, seria: "Ars Vetus et Nova" t. IV, Kraków 2001, s. 65-77.
- Grupa Nowohucka. Innowacja i pamięć, w: Mistrzowi Mieczysławowi Porębskiemu uczniowie, Kraków 2001, s. 49-63.
- Grzegorz Sztwiertnia - między sztuką a medycyną, w: Sztuka dzisiaj. Materiały L Ogólnopolskiej Sesji Stowarzyszenia Historyków Sztuki, Warszawa 22-24 listopada 2001, red. Maria Poprzęcka, Warszawa 2002.
- Malarskie "inferno" Augusta Strindberga, w: Myśl, oko i ręka artysty. Studia nad genezą procesu tworzenia,  pod red. Ryszarda Kasperowicza i Elżbiety Wolickiej, Lublin 2003.
- Wilno początku XX wieku: ognisko modernizującej się kultury. Litewsko-polska konferencja naukowa. Wilno, 9-10 X 2003, "Modus. Prace z Historii Sztuki" t. V, 2004, s. 193-197.
- Piotr Potworowski - uczeń i nauczyciel, w: Polskie szkolnictwo artystyczne. Dzieje - teoria - praktyka. Materiały LIII Ogólnopolskiej Sesji Naukowej Stowarzyszenia Historyków Sztuki, Warszawa 14-16 października 2004, pod red. Marii Poprzęckiej, Warszawa 2005, s. 241-250.
- Przełom lat osiemdziesiątych, w: Mowa i moc obrazów. Prace dedykowane Profesor Marii Poprzęckiej, Warszawa 2005, s. 184-187.
- O nową granicę współczesności, w: Nowe muzeum sztuki współczesnej czy nowoczesnej? Miejsca, programy, zadania. Materiały konferencji zorganizowanej przez Polski Komitet Narodowy ICOM i Sekcję Polską AICA we współpracy z Ministerstwem Kultury w Muzeum Narodowym w Warszawie, 21-22 marca 2005, red. merytoryczny Dorota Folga-Januszewska przy współpracy Doroty Monkiewicz, Warszawa 2005, s. 21-26.

Katalogi z wystaw
- Aleksander Kobzdej, Zmagania z materią, pod red. Józefa Grabskiego, oprac. Anna Baranowa, Maria Gołas, Joanna Wolańska, przekł. na ang. Joanna Holzman, Kraków - Warszawa: ”IRSA“ 2002.
- Artyści z Zagłębia. Materiały VII Sesji Zagłębiowskiej, Sosnowiec, 27 listopada 2008 roku, pod red. Mariana Kisiela i Pawła Majerskiego, szkice Anny Baranowej,  Sosnowiec: Miejska Biblioteka Publiczna im. Gustawa Daniłowskiego 2009.
- Kazimierz Chłędowski. Pisarz i badacz kultury, red. nauk. Jerzy Miziołek, Jacek Maj, tekst Anna Baranowa, przekł. na ang. Teresa Bałuk-Ulewiczowa, Krosno: Muzeum Podkarpackie 2007.
- Krzysztof Penderecki - Itinerarium. Wystawa Szkiców Muzycznych. Bunkier Sztuki Galeria Sztuki Współczesnej, Kraków 18.9.1998-04.10.1998, red. Zbigniew Baran, teksty Anna Baranowa, przekł. na ang. Henryk Zwolski, Kraków: Galeria Sztuki Współczesnej Bunkier Sztuki - Wydawnictwo Modulus 1998.